# Ulmàrids
Els ulmàrids (Ulmaridae) són una família d'escifozous de l'ordre dels semeòstoms. Inclou meduses típiques, com ara Aurelia aurita.

## Gèneres
- Aurelia (inclou a Aurelia aurita)
- Aurosa
- Deepstaria
- Diplulmaris
- Discomedusa
- Floresca
- Parumbrosa
- Phacellophora
- Poralia
- Stellamedusa (com Stellamedusa finestra)
- Sthenonia
- Stygiomedusa
- Tiburonia
- Ulmaris